# Drinkwater (Saskatchewan)
Drinkwater est une communauté située dans la province de la Saskatchewan, dans le centre-sud.